# Viadotto Moro
Il viadotto Moro è un viadotto autostradale italiano, sito lungo l'autostrada A14 (strada europea E55) nel territorio comunale di Ortona. Attraversa la valle del fiume Moro.

## Storia
Il viadotto, commissionato dalla Società Autostrade, fu progettato e costruito dall'impresa Vianini.
I lavori ebbero inizio nel maggio 1967 e si conclusero nell'ottobre dell'anno successivo. Il tronco autostradale venne aperto al traffico il 4 novembre 1969.

## Caratteristiche
Si tratta di un ponte a travata, in calcestruzzo armato, costituito da 25 campate di 45 m di luce, per una lunghezza totale di 1123 m.
Le travate, prefabbricate, sono appoggiate ai pilastri e hanno una larghezza di 19,10 m. Le travi che sostengono la soletta sono in calcestruzzo armato precompresso, sistema BBRV.
Il viadotto Moro ha caratteristiche costruttive identiche a quelle dei vicini viadotti Riccio II e Saraceni, i quali tuttavia hanno un numero inferiore di campate (rispettivamente, 8 e 4).